# Punk rap
Il punk rap è un sottogenere della musica hip hop influenzato dall'etica ribelle, e talvolta dalle caratteristiche musicali, del punk rock. Il genere è stato descritto come influenzato da stili come la musica trap, punk rock, heavy metal e musica lo-fi.
Uno dei primi sostenitori della scena è stato Odd Future, grazie alla sua fusione tra hip hop e shock humour. In un articolo per la BBC, il giornalista Thomas Hobbs ha definito l'ascesa del genere come una ribellione contro la politica del periodo, con artisti che hanno mostrato disprezzo per temi come la Brexit, la presidenza di Donald Trump e il riscaldamento globale.
Il genere è stato condotto alla ribalta alla fine degli anni 2010, da artisti come Ski Mask the Slump God, Playboi Carti, JPEGMafia, Slowthai, Denzel Curry e Rico Nasty.

## Caratteristiche generali

### Voce e strumentazione
Alcuni artisti associati al genere traggono ispirazione da elementi vocali e strumentali del punk rock e di altri generi simili, altri invece ne imitano atteggiamenti caratteristici. La rivista Vulture ha sostenuto che il punk rap deriva "dalla convergenza artistica e commerciale tra lo stile trap di Atlanta e l'eclettismo diabolico di precursori di Miami, tra cui SpaceGhostPurrp". La tecnica vocale aspra di Lil Jon è stata spesso citata per aver ispirato le prime fasi di sviluppo del genere.
Come l'hardcore punk degli esordi si allontanò in mondo significativo dalle correnti musicali del suo periodo, per via di "sonorità più forti e dirompenti" e per "il rifiuto della forma tradizionale di scrittura di canzoni" anche il punk rap presenta importanti differenze rispetto al resto dell'hip hop, a causa della struttura di molte canzoni considerate "brevi, ripetitive, avvolte in notevoli distorsioni ma proprio per questo noiosamente efficaci."